# Upeneus mascareinsis
Upeneus mascareinsis is een straalvinnige vissensoort uit de familie van zeebarbelen (Mullidae). De wetenschappelijke naam van de soort is voor het eerst geldig gepubliceerd in 1967 door Fourmanoir & Guézé.